# Echelus
Echelus  è un genere di pesci ossei marini appartenente alla famiglia Ophichthidae.

## Distribuzione e habitat
L'areale di questo genere comprende l'oceano Atlantico orientale compreso il mar Mediterraneo (dove si trova la specie E. myrus) e l'Indo-Pacifico.
Popolano habitat vari secondo le specie: alcuni vivono su fondi fangosi anche alle profondità abbastanza alte del piano circalitorale o addirittura batiale, altri sono associati all'ambiente corallino.

## Descrizione
E myrus può raggiungere il metro di lunghezza ed è la specie di maggiori dimensioni.

## Biologia
Poco nota. Almeno alcune specie si possono infossare nel sedimento lasciando fuori solo la testa.

## Tassonomia
Il genere comprende 4 specie:
- Echelus myrus
- Echelus pachyrhynchus
- Echelus polyspondylus
- Echelus uropterus